# علم الدولة العباسية
علم الدَّولة العبَّاسيَّة أو راية الخلافة العبَّاسيَّة أو شعار العبَّاسيين والمعرُوف اختصارًا باسم السَّواد أو المُسوَّدة، (25 رمضان 129 – 29 ذو الحجَّة 922هـ / 12 يونيو 747 – 22 يناير 1517م) هو علم وراية تبنته الدَّولة العبَّاسيَّة منذ بداية الثَّورة على الأمويين في سنة 129هـ / 747م وتأسيسهم للدولة على معظم أراضي الدَّولة الأمويَّة سنة 132هـ / 750م، واستمر اللواء والخِلع بعد سقوط بغداد في عام 656هـ / 1258م، لينتقل الخُلفاء العبَّاسيين إلى مصر تحت رعاية الدَّولة المملوكيَّة وسُلطانها، حتى سقوط الأخيرة في سنة 922هـ / 1517م على يد الدَّولة العُثمانيَّة.
مثَّل السَّواد كلًا من العلم واللباس والرَّايات الرَّسميَّة للخُلفاء العبَّاسيين وأنصارهم. في حين، أن العلم الأسود لم يكن حِكرًا للخُلفاء، فقد لبس العديد من السَّلاطين والمُلوك والأمراء السَّواد أو تبنوا أعلامًا سوداء، بعد أن أعلنوا تبعيتهم الرمزيَّة للخلافة العبَّاسيَّة، وحكموا باسم الخليفة لإضفاء شرعيَّة دينيَّة على حكمهم ومُلكهم.

## أصل راية السَّواد
ورد أول ذكرٍ لتبني الرَّايات السُّود في ليلة الخميس 25 رمضان سنة 129هـ / 12 يونيو 747م، فقد نزل كبير الدُّعاة العبَّاسيين أبُو مُسلم الخُراساني في قرية سفيذنج، ونشر الدُّعاة بين الناس لإعلان أمر الدَّعوة. وعقد اللَّواء الذي أرسله إليه الإمام إبراهيم بن مُحمَّد ويُدعى الظِّل على رمح طوله أربعة عشر ذراعًا (6.4 متر (21 قدم)، وإلى جانبها، عقد الرَّاية وتُسمى السَّحاب على رمحٍ آخر طوله ثلاثة عشر ذراعًا (5.94 متر (19.5 قدم)، ولبس أبُو مُسلم وشيخ الدعوة سُليمان بن كثير وكل من أجاب الثورة آنذاك لباس السَّواد، تعبيرًا عن الانتماء للحركة وتمييزهم عن غيرهم. وكان معنى هذه الإشارات، أن السَّحاب يُطبق على الأرض، وأن الأرض لا تخلو من الظل كذلك لا تخلو من خليفةٍ عبَّاسي إلى آخر الدَّهر. وكانت هذه الأحداث في فترة إظهار الدَّعوة العبَّاسيَّة وابتداء مُحاربة الأمويين حكام الدَّولة الإسلاميَّة المُمتدة آنذاك من إفريقية (بالإضافة إلى الأندلس) غربًا حتى خُراسان والسَّند شرقًا.
عد العصر العبَّاسي آخر العُصور الإسلاميَّة المُبكرة التي شهدت بقاء تسميتي اللواء والرَّاية طوال فترة وجود الدَّولة العبَّاسيَّة عمومًا، وكان لفظ اللواء هو المُعتمد غالبًا في تلك الحِقبة، فقد كان الخليفة يعقد لقائد الجيش أو صاحب الثَّغر لواءه، ثم يقوم قائد الجيش أو صاحب السَّرِيَّة بعقد الألوية للقادة الميدانيّين، على غِرار ما حدث في الفتنة الرابعة بين الأمين والمأمون، حين قام القائد ابن ماهان عن جيش الأمين، بتعبئة أصحابه بالرَّايات، وجعل تحت كل راية مئة رجل، وكان يُعرف جيشه بكثرة الرَّايات وتحرُّكها في المعارك على هذا الأساس. كان اللواء الأسود يُعطى إلى وليِّ العهد منذ عاشر الخُلفاء، جعفر المُتوكِّل على الله.
ذكرت العديد من المصادر الإسلاميَّة أن علم العبَّاسيين كان أسود اللَّون، وقد يترافق في بعض الأحيان بشيء من الزينة. ويُورد المُؤرخ أبُو العبَّاس القلقشندي عند حديثه عن الخلع السُّلطانيَّة، أن الخليفة المُستضيء بأمر الله أرسل علمًا أسود مكتوبًا عليه بالبياض اسم الخليفة، إلى الملك صلاح الدين الأيُّوبي والخُطباء في الديار المصريَّة، وذلك بعد أن أوقف الدُّعاء على المنابر للفاطميين وأزال دولتهم، ليستبدل بها الخُطبة والدُّعاء للخليفة في بغداد في سنة 567هـ / 1171م.

## أسباب اعتماد السَّواد

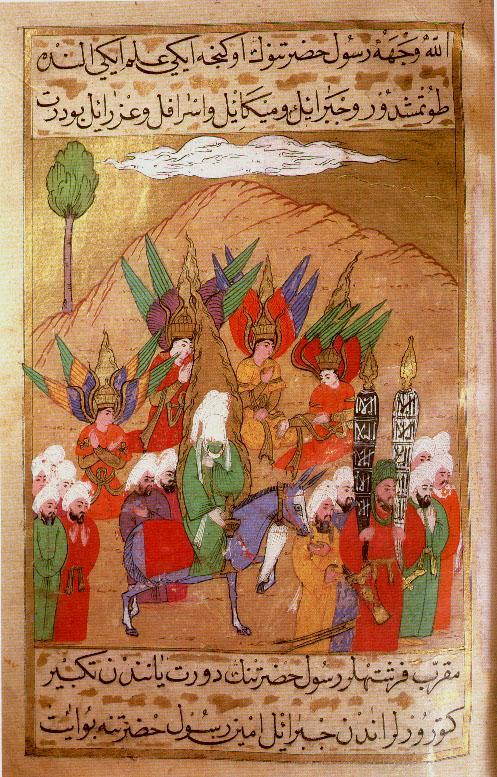
رسمٌ عُثماني يُصور مشهد فتح النَّبيِّ مُحمَّد وأصحابه مكَّة، بحضور المَلَكين جبريل وميكال. غُطِّي وجه النبيُّ وصحابته. ويظهر الرَّسم لوائي الفتح، وكانا من الأبيض والأسود. الرسم يعود لعام 1595 م.

تورد بعض المصادر التَّاريخيَّة العديد من الأقاويل حول سبب اتخاذ العبَّاسيين للرَّايات السَّوداء، ومنها أن النَّبي مُحمَّدًا قد اتخذ السَّواد رايةً له في فتح مكَّة. ويعود أصل اختيار السَّواد بحسب مُؤلف كتاب «أخبار الدولة العباسية وفيه أخبار العباس وولده»، إلى إبراهيم الإمام حين قال لأبي هاشم بكير بن ماهان: «إذا شارفتم الثَّلاثين والمائة نجم حقكم، ثم لا يزال في نماء وظهور دعوتكم في البلاد كلها، والسَّواد يا أبا هاشم، لباسنا ولباس أنصارنا وفيه عزُّنا .. كانت راية رسول الله صلَّى الله عليه وسلم سوداء، وكانت راية عليِّ بن أبي طالب سوداء، فعليكم بالسَّواد، فليكن لباسكم وليكن شعاركم يا مُحمَّد يا منصُور». وأمر أبُو هاشم بتسويد الثياب والرَّايات السُّود وبتجهيزها تمهيدًا لخروجهم وبدء ثورتهم.
وقيلت أسباب أخرى، منها: أن النبي داود وأصحابه لبسوا السَّواد في معركتهم ضد جالوت وجيشه. ومنها: أن لون سهم عبد المُطَّلب جد النَّبي والعبَّاسيين حين تنازع مع قريش على بئر زمزم كان أسودَ، في حين كان سهم قريش أبيضَ، وسهم الكعبة أصفرَ. وعقد النَّبي مُحمَّد رايةً سوداء لعمه العبَّاس بن عبد المُطَّلب (جد العبَّاسيين) في يوم حُنين، وفتح مكَّة. وقيل: إن سبب ذلك هو قيام مروان بن محمد آخر خُلفاء بني أميَّة بقتل إبراهيم الإمام، والذي أوصى قبل قتله لشيعته وأنصاره: «لا يهولنكم قتلي، فإذا تمكنتم من أمركم فاستخلفوا عليكم أبا العبَّاس»، ولبس أنصاره السَّواد حُزنًا عليه، ولزمهم ذلك وأصبح شعارًا لهم. ويفسر المُؤرخ ابن خلدون سبب تبني العبَّاسيين للسَّواد، قائلًا: «فإن راياتهم كانت سودًا حُزنًا على شهدائهم من بني هاشم، ونعيًا على بني أمية في قتلهم، ولذلك سمُّوا المُسَوَّدة». لم تكن تلك الأسباب هي الوحيدة لاعتماد السَّواد، فقد تداول الناس النُّبوءات، والجفر، والملاحم فيما بينهم، فقد كانت تتنبأ بظهور الأعلام السُّود من قبل المشرق. ومما يُروى في أمور النُّبوءات والغيبيَّات أنه قيل لوالي خُراسان الأموي، نصر بن سيَّار: «أيها الأمير حسبك من هذه الأمور والولاية، فإنه قد أطل أمرٌ عظيم سيقوم رجل مجهول النسب يظهر السَّواد ويدعو إلى دولة تكون فيغلب على الأمر وأنتم تنظرون وتضطربون»، ويُؤكد أبُو هاشم بكير بن ماهان أهمية السَّواد للدعوة قائلًا: «إن عز هذه الدَّولة فيه، ولا تزال دعوة بني هاشم عزيزة ما لبس السَّواد أهلها».
أورد المُؤرخ والعالم ابن كثير الدمشقيُّ بابًا في كتابه البداية والنهاية بعنوان: الإخبار عن دولة بني العبَّاس، وما جاء بها من الأحاديث النبويَّة أو الأخبار التي رُويت من الصَّحابة والتَّابعين وغيرهم، فقد ذكر نعيم بن حماد صاحب كتاب الفتن، أن أبا الطفيل سمع علي بن أبي طالب يقول: «لا يزال هذا الأمر في بني أمية ما لم يختلفوا بينهم» وفي حديثٍ آخر يُكمل قائلًا: «الأمر لهم حتى يقتلوا قتيلهم، ويتنافسوا بينهم، فإذا كان ذلك بعث الله أقوامًا من المشرق يقتلوهم بددًا ويحصروهم عددًا، والله لا يملكون سنة إلا ملكنا سنتين، ولا يملكون سنتين إلا ملكنا أربعًا». وأيضًا قصة مجيء عبد الله بن عبَّاس إلى الخليفة مُعاوية بن أبي سُفيان ذات مرَّة، فأكرمه وأجازه، ثم قال له: «يا أبا العبَّاس هل لكم دولة؟»، فقال: «اعفني يا أمير المؤمنين»، فأشار إليه أن يخبره، فأجابه بالقبول، فسأله مُعاوية: «فمن أنصاركم؟»، قال: «أهل خُراسان، ولبني أمية من بني هاشم نطحات» رواه البيهقي.

## السَّواد لباس الخُلفاء

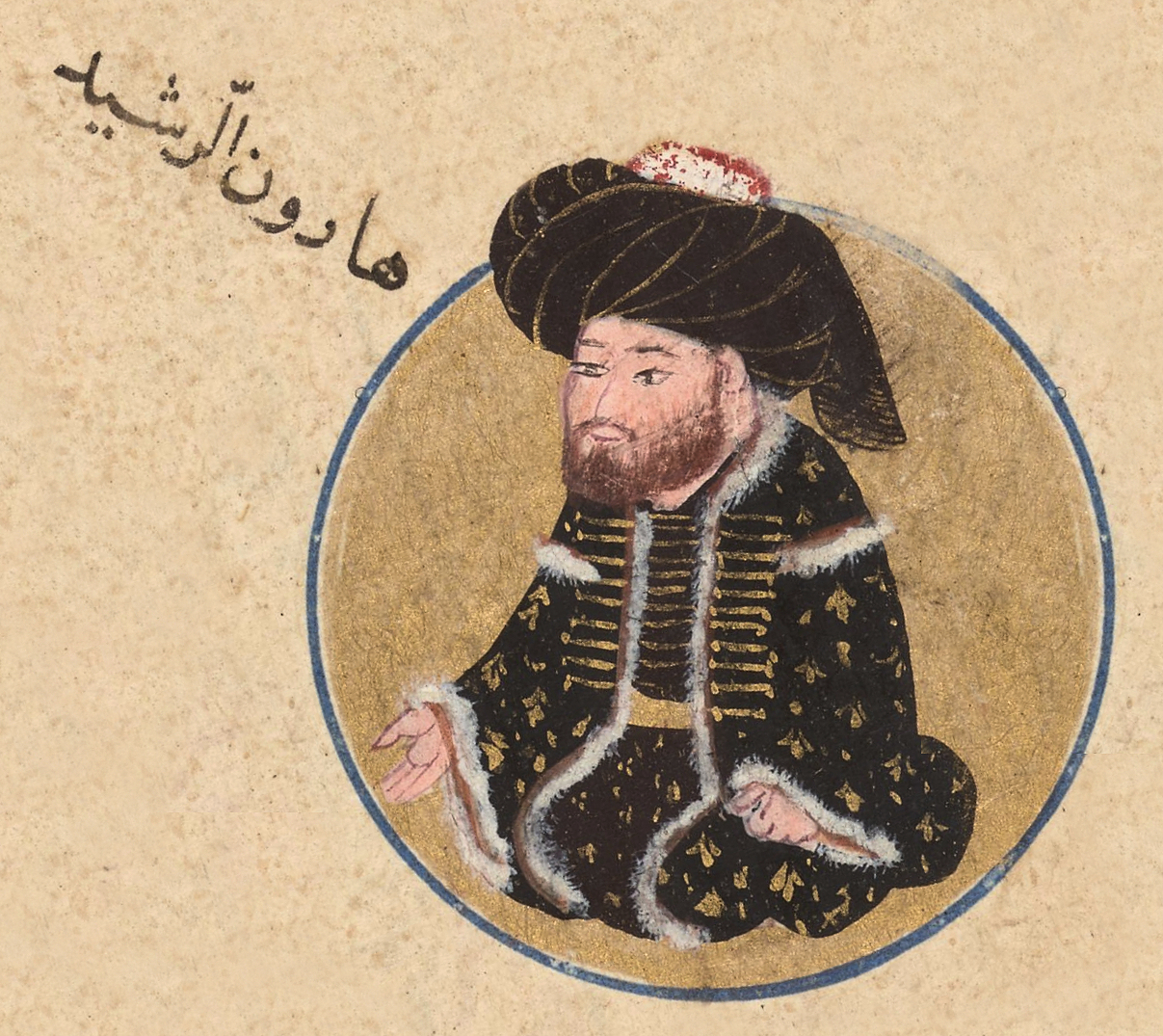
الخليفة العبَّاسي هارُون الرَّشيد كما ظهر في مخطوطة من كتاب السَّلسَلنامَه لسيد لُقمان، تعود لعام 1006هـ / 1598م.

لم يقتصر السَّواد على رايات الدَّولة العبَّاسيَّة وألويتها فحسب، بل كان له حضورٌ بارز في لباس الخُلفاء الرَّسمي وقلانسهم، فقد أظهر ثاني الخُلفاء والمُؤسس الحقيقي للدَّولة، أبُو جعفر المنصُور، لبس القلنسوة السَّوداء الطويلة وأمر جنده بلبسها، وقيل: بل فرضها في البلاط ودواوين الدولة. ذكر غير واحد من المُؤرخين، أن السُّلطان السَّلجوقي طغرل بك حين قدم إلى بغداد لرؤية الخليفة عبد الله القائم بأمر الله في 25 ذي القعدة سنة 449هـ / 24 يناير 1058م، وكان القائم في سرير عالٍ من الأرض نحو سبعة أذرع (3.2 متر (10 قدم)) وعليه البردة النَّبويَّة وبيده قضيب خيزُران، فقبَّل السُّلطان الأرض ثم قبَّل يد الخليفة، وبعد أن أوصاه بالحكم، خُلع عليه سبع جبات سود بزيق واحد، وعمامة سوداء. ومُنعت الطبقة العامة من لبس العمائم السوداء.

### السَّواد ثقافة العبَّاسيين
ارتبطت راية السَّواد ارتباطًا شديدًا بخلافة بني العبَّاس بعد قيام دولتهم سنة 132هـ/750م، فحظيَت بتبجيل واحترام أنصارها، وصل إلى حد فرح أهالي بغداد بعودة المأمُون إلى السَّواد بعد أن عاتبوه بلطف قائلين: «يا أمير المُؤمنين، تركت لباس آبائك وأهل بيتك ودولتك ولبست الخضرة؟». وكان لكبير قُوَّاده طاهر بن الحسين والأميرة زينب بنت سليمان ردٌّ مشابهٌ، جعله يأمر بإسقاط الخضرة والعودة للسَّواد بعد انصرام السبب الحقيقي لتبنيه، والذي مثَّله عليٌّ الرضا حينما كان وليًا للعهد في عصر المأمُون. لم يكن السَّواد اللون الوحيد لدى الخُلفاء، بل كانت ألوان الأزياء في العصر العبَّاسي تشمل سبعة ألوان، وهي: الأسود، والأبيض، والأخضر، والأحمر، والبنفسجي، والرَّمادي، والنَّارنجي (البُرتقالي)، إلا أن السَّواد كان اللَّون الأكثر رسميَّة خاصةً أثناء مُبايعة الخليفة وفي المُناسبات الهامَّة.

## النُّقوش على السَّواد

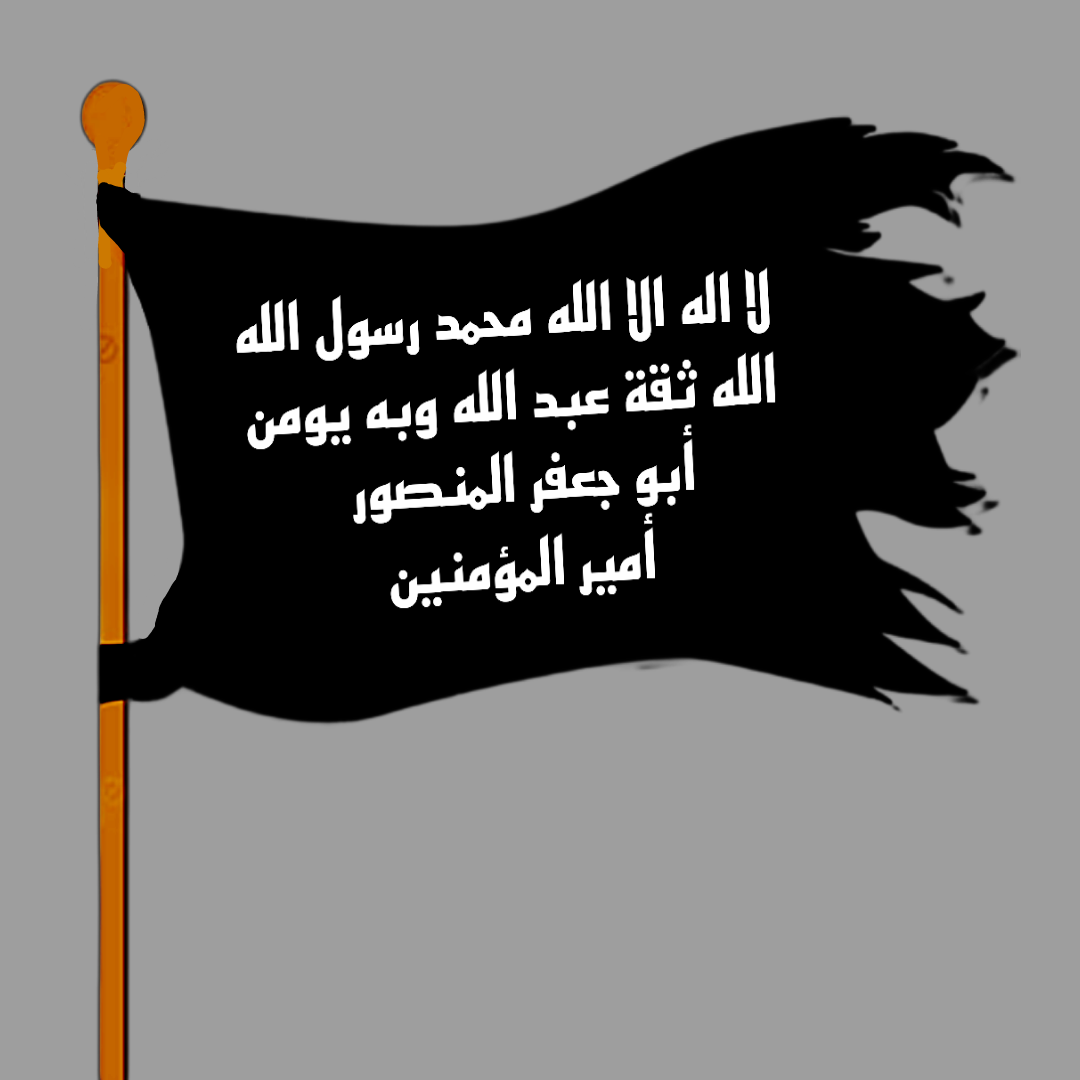
رسمٌ مُقتبس من كتاب ، ويظهر فيه العلم الذي تبنَّاه ثاني خُلفاء بني العبَّاس، أبُو جعفر المنصُور.

جاء في بعض المصادر العربيَّة ما يُعبر عن وجود كتابات ونقوش على الألوية والرَّايات العبَّاسيَّة، فقد كانت تُنسج أو تُطرَّز عليها الشهادتان، أو بعض الآيات القُرآنيَّة، أو عبارات إسلاميَّة أو وضع اسم الخليفة. ذكر المُؤرخ أبو العبَّاس القلقشندي أن الخليفة عبد الله القائم بأمر الله أعطى السُّلطان طغرل بك علمًا أسودَ مكتوبًا فيه بالبياض اسم الخليفة لينشرها على رأسه. ومما يدل على وضع الأسماء على الألوية، أن صاحب الشُّرطة العبَّاسي كان يكتب اسمه تقليدًا لما كان يُكتب على أعلام الدَّولة من أسماء الخُلفاء. ويُورد المُؤرخ المصري عاصم رزق، أن لواء أبي جعفر المنصُور كُتب عليه: لا إله إلا الله محمد رسول الله، وأسفله مكتوب: الله ثقة عبد الله وبه يؤمن، وأسفله: أبو جعفر المنصور، وأسفله: أمير المؤمنين.
حينما استحدث اللواء المُذهَّب وسُلم لعضُد الدَّولة البُويهي، في فترة الهيمنة البُويهيَّة على الخلافة (334 - 447هـ / 944 - 1055م)، كُتب على اللواء بالحرير الأبيض: «محمد رسول الله»، وعلى أحد جانبيه بالحبر (داخل عقد أبيض في الوسط) كتابة قُرآنيَّة من آياتٍ مُختلفة مثل:«لا إله إلا الله وحده لا شريك له ليس كمثله شيء وهو خالق كل شيء وهو اللطيف الخبير»، في حين كُتب على الجانب الآخر: «محمد رسول الله أرسله بالهدى ودين الحق ليظهره على الدين كله ولو كره المشركون، القائم بأمر الله أمير المؤمنين»، أما حديدة اللواء، فقد كتب على أحد جانبيها البسملة واسم الخليفة والآية 137 من سورة البقرة ونصُّها: «بسم الله الرحمن الرحيم الرحيم لعبد الله عبد الله بن أبي جعفر الإمام القائم بأمر الله أمير المؤمنين أيده الله .. فسيكفيكهم الله وهو السميع العليم» وكُتب على الجانب الآخر الآيتان 40 و41 من سورة الحج ونصُّها دون تشكيل: ﴿وَلَيَنْصُرَنَّ اللَّهُ مَنْ يَنْصُرُهُ إِنَّ اللَّهَ لَقَوِيٌّ عَزِيزٌ ۝٤٠ الَّذِينَ إِنْ مَكَّنَّاهُمْ فِي الْأَرْضِ أَقَامُوا الصَّلَاةَ وَآتَوُا الزَّكَاةَ وَأَمَرُوا بِالْمَعْرُوفِ وَنَهَوْا عَنِ الْمُنْكَرِ وَلِلَّهِ عَاقِبَةُ الْأُمُورِ ۝٤١﴾ [الحج:40–41].

## مُعاداة السَّواد

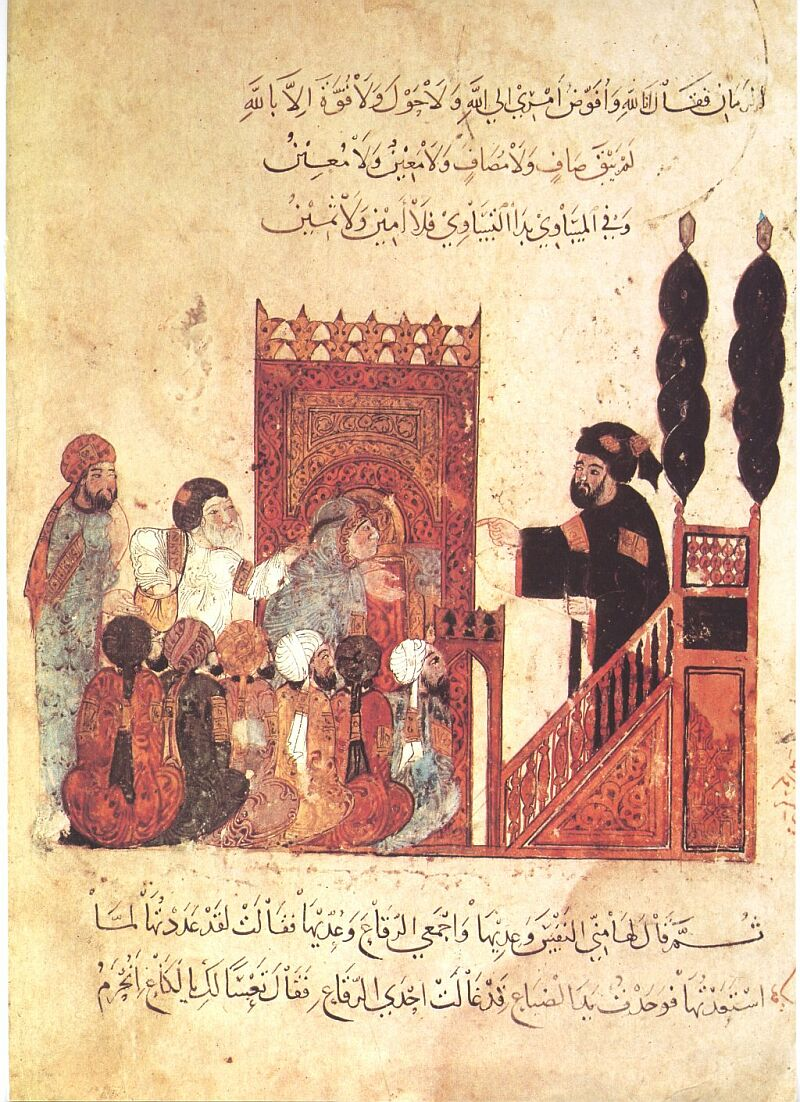
مخطوطة من مقامات الحريري تعود لسنة 1237م، يظهر اللباس الأسود والرَّايات السُّود لرجُل مُتشح بالسَّواد في المنبر كجزء من ثقافة العصر العبَّاسي.

حظي السَّواد باحترام أنصار العباسيين، إلا أنه كان محل ازدراء ومُعارضة لدى أعدائهم، واعتُبر البياض بمثابة إعلان المُعارضة ضد العبَّاسيين، ليصبح شعار مُعظم الثُّوار وعدد كبير من الخوارج الذين عبَّروا عن سخطهم وتمرُّدهم على الخلافة العبَّاسيَّة في عصرها الأوَّل والثَّاني. ومن أهم الجماعات التي رفعت شعار البياض في ذلك الزَّمن، هم بعض أهل الشَّام والمعروفون بولائهم لبني أميَّة. ثم العلويون الذين اعتبروا الخلافة حقهم المشروع، باعتبار أن العبَّاسيين قد سلبوهم هذا الحق. ثم الفُرس الذين خابت آمالهم المعقودة على مجيء العبَّاسيين ليعيدوا أمجاد فارس القديمة، فضلًا عن الوُلاة والأمراء الذين خلعوا طاعتهم للخليفة، وتبنوا البياض تعبيرًا عن مُخالفتهم للدَّولة العبَّاسية. وكان بعض زُعماء الخُرَّميَّة (وهي طائفة مُنشقة عن المجوسيَّة) يشيرون للدين الإسلامي "بالدين الأسود" باعتباره دين المُسوِّدة (العبَّاسيين)، في حين سَمَّوْا دينهم بالدين الأبيض، تمييزًا له عن الإسلام حسب مفهومهم. وكان الخليفة الفاطمي الإسماعيلي حينما يغضب من أحد المُوظفين لديه أو أساء التصرُّف في عمله، يأمره بلبس السَّواد تحقيرًا له ورمزًا لغضب الدَّولة عليه.

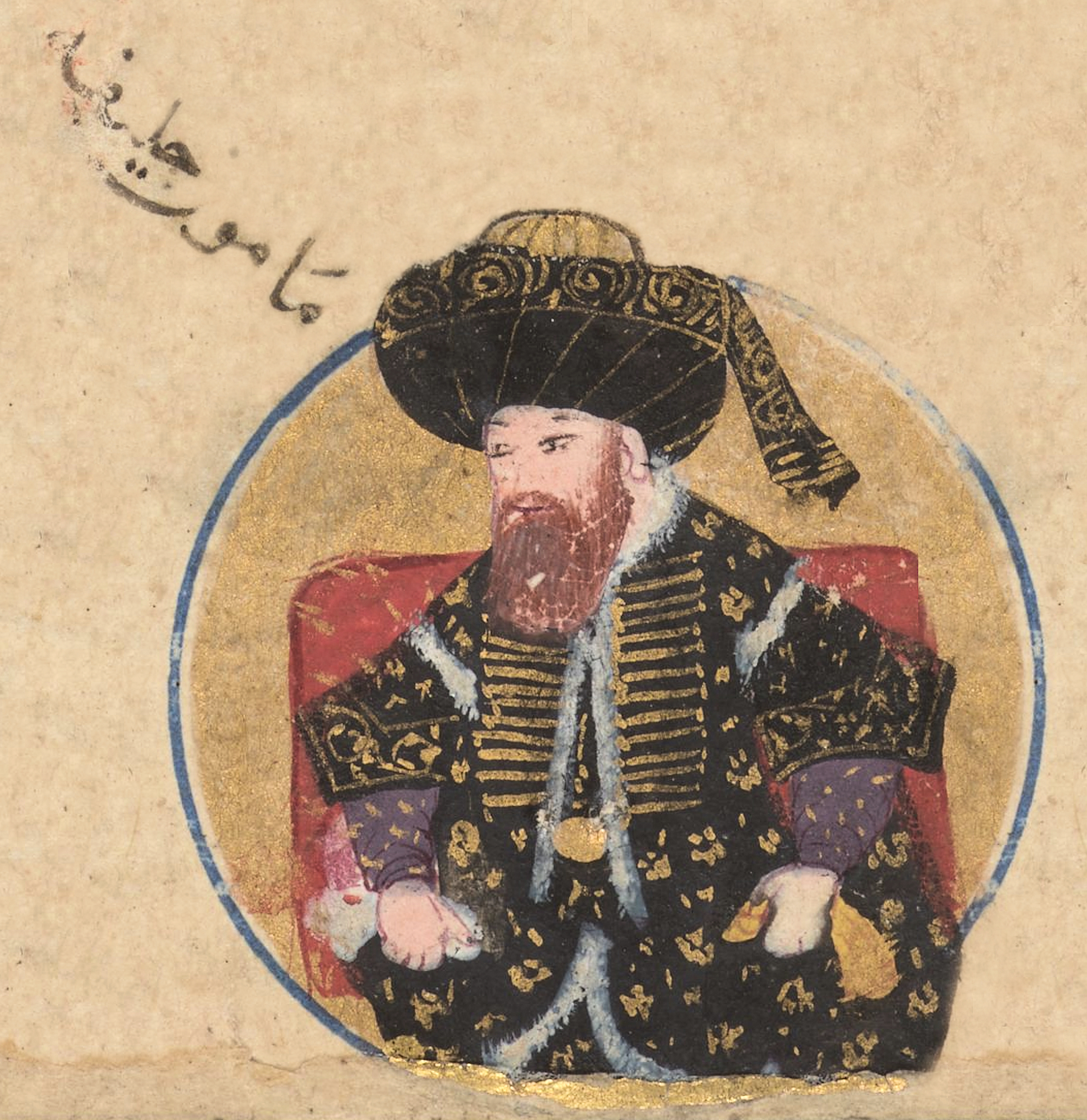
رسمٌ للخليفة المأمُون كما ظهر في كتاب السَّلسلنامَه التُّركي لسيَّد لُقمان (1006هـ / 1598م).

### التبييض: إشارة حرب ضد العبَّاسيين
تُعَد مسألة التبييض بمثابة إعلان رسمي لخلع طاعة بني العبَّاس، روى الطبري حادثتين في بداية الخلافة العبَّاسيَّة، الأولى حين قام أهل الجزيرة بقيادة مجزأة بن الكوثر المعرُوف بأبي الورد، بالتبييض وترك السَّواد جنبًا إلى جنب مع أهالي دمشق في خلافة أبي العبَّاس السَّفَّاح. والثانية في خلافة أبي جعفر المنصُور، ثار مُحمَّد النَّفس الزَّكيَّة طلبًا للخلافة في سنة 145هـ / 762م، وبناءً على تلك الأحداث، قرر والي السَّند عمر بن حفص المهلبي خلع طاعة المنصُور لصالح النَّفس الزكيَّة، ودعا أهل بيته وقُواده ووجهاء السَّند لذلك، فأجابوه، فرفع الأعلام البيض وأظهر الأقبية والقلانس البيضاء، وتهيأ لذلك بالصعود إلى المنبر وإعلان خلع طاعة المنصُور، إلا أنه أُعلِمَ بمقتل النَّفس الزكيَّة قبل يوم واحد من الإعلان، فحفظ أمره وعاد لطاعة المنصُور. في فترة الفتنة الرَّابعة بين الأمين وأخيه المأمُون، اتخذ الأخير من البياض لباسًا له ولجيشه مُؤقتًا، ولم يكُن ذلك حُبًا فيه بقدر ما كان غيظًا مما فعله الأمين من خلعه عن ولاية العهد.

### إعادة السَّواد دليلٌ على الولاء
كان بعض الثَّائرين ضد العبَّاسيين، إذا قرروا العودة عن ثورتهم، وجَب عليهم الاكتساء بالسَّواد، للدَّلالة على استرجاع ولائهم وزوال الخطر عنهم. مثال ذلك عمل عبد الرَّحمن بن أحمد الأطرفي الهاشمي، فبعد أن خلع طاعة المأمُون في بلاد عك اليمنيَّة، جاء إليه جيشٌ كثيف بقيادة دينار بن عبد الله، ومعه كتاب أمان إليه إن سلَّم، فقبل عبد الرَّحمن ووضع يده بيد القائد دينار، ثم دخل بغداد إلى مجلس المأمون، ولبس السَّواد تعبيرًا عن ولائه في 29 ذي القعدة سنة 207هـ / 18 أبريل 823م. وكان الخليفة العبَّاسي إذا غضب من أحد مُوظفيه بسبب تقصيره أو وجود شُبهةً عليه، يُنزع عنه السَّواد عقابًا له، ووقع للقاضي يحيى بن أكثم إثر وشاية الطُّوسي وابن داوُد ضده، فأمر الخليفة بنفيه من عسكره، وجرَّد السَّواد عنه، ومنعه من الخروج من منزله. فكان نزع السَّواد من أحد موظفي الخلافة عقابًا قاسيًا لكل من تُسول له نفسه الخروج عن طاعة الخليفة.

## التأثير
تبنَّت العديد من المُنظمات والإمارات والدُّول والممالك الإسلاميَّة عبر التَّاريخ الرَّاية السَّوداء أو كان اللون الأسود جزءًا من أعلامها، ومع أن بعضها لم يكن له علاقة بالخلافة العبَّاسيَّة، إلا أن العديد من الدول قد تبنته سواءٌ بهدف التَّبعيَّة الرَّمزيَّة للخلافة العبَّاسيَّة، أو باعتبارها تُمثل جزءًا من تراثها الوطني في العصور اللَّاحقة والمُعاصرة.

### في العصور القديمة
- دولة الأغالبة (800-909): نشأت دولة الأغالبة كإمارة تابعة للخلافة العبَّاسيَّة، وتبنَّت السَّواد ونُقش اسم الخليفة جنبًا إلى جنب مع اسم الأمير الحاكم، وشُيِّدت مدينة العبَّاسيَّة تمجيدًا لهم.[وب 1]
- الدَّولة الطَّاهريَّة (821-873): تأسست إمارة بني طاهر بن الحسين في كامل ولاية خُراسان زمن الخليفة المأمُون برغبةٍ منه، فكانت إمارة تابعة للخلافة العبَّاسيَّة. وغالبًا ما رفعت رايات الخلافة كبقيَّة الدُّول في فترتها المُعاصرة.[45]
- الدَّولة الطُّولونيَّة (868-905): لم تتوفر معلومات دقيقة حول أعلام الطُّولونيين، ولكن غالب الظن أن الألوية والرَّايات كانت سوداء، وذلك لكون الطُّولونيين كانوا يحكمون باسم الخليفة العبَّاسي رسميًا، ولذلك فإن الرَّاجح هو أن لون شارتها مُماثل للخلافة العبَّاسيَّة.[46]
- الدَّولة الحمدانيَّة (930-1003): نشأت دولة بني حمدان إمارة تابعة للخلافة العبَّاسيَّة، ومن الرَّاجح وعلى الأقل في بدايتها كانت تتبنَّى اللَّون والشعار الأسود لبني العبَّاس، إلا أنها اصطدمت لاحقًا بهم.[وب 2]
- الدَّولة الإخشيديَّة (935-968): على غرار الطُّولونيين، لم يتوفَّر معلومات كافية حول لون علمها أو لوائها، إلا أن الغالب في الظن هو تبنيها للرَّايات السُّود بسبب تبعيَّتها للخلافة العبَّاسيَّة.[46]
- الدَّولة المملوكيَّة (1250-1517): تحدثت المصادر والمراجع الإسلاميَّة بإسهاب كبير عن مواكب سلاطين المماليك بكثير من المعلومات المُتعلقة بالأعلام والرَّايات والسناجق والعصائب الصَّفراء، ذكر المُؤرخان ابن إيَاس، والقلقشندي أن المماليك الخاصَّكيَّة كانوا يزينون الرماح في هذه المواكب السُلطانيَّة بالأعلام التي كانت تُصنَع غالبًا من الحرير غير الأصفر، لأن الحرير الأصفر كان مُخصصًا للواء السُّلطاني. رَغم ورود إشارات عديدة حول تبني اللَّون الأسود من قبل المماليك، فقد ذكر ابن إيَاس، أن السُّلطان قانصوه الغوري ركب وعلى رأسه الصَّنجق الخليفتي، وحوله جماعة من الفُقراء والشيخ عفيف الدين بأعلام سود. كما أشار علي باشا مبارك إلى وجود عَلمين من السَّواد عُثر عليهما بين الخِلَع التي كانت لدى الخُطباء في العصر المملوكي.[47]

### في العصور الحديثة

#### دول سابقة
- مملكة الحجاز (1916-1925)[وب 3]
- المملكة العربيَّة السُّوريَّة (1918-1920)
- المملكة العراقيَّة (1932-1958)
- الجمهورية العربيَّة المُتحدة (1958-1961)
- جمهورية اليمن الديمقراطيَّة الشعبيَّة (1967-1990)
- الجمهوريَّة العربيَّة الليبيَّة (1969-1977)

#### دول مُعاصرة (ذات سيادة)
جميع الأعلام التي تنتمي لأعلام الوحدة العربيَّة وتتوفَّر على اللَّون الأسود، فهو يرتبط معناها بالخلافة العبَّاسيَّة، ومنها:
- العراق
- الكويت
- سوريا
- الأردن
- الإمارات العربية المتحدة
- اليمن
- مصر
- ليبيا
- السودان

#### دول مُعاصرة (اعتراف محدود)
- فلسطين
- صوماليلاند
- الجمهورية العربية الصحراوية الديمقراطية

#### منظمات سابقة
- جمعية العربيَّة الفتاة (1911-1920)[وب 3][وب 4]
- الجبهة الشعبيَّة لتحرير عُمان (1974-1992)

#### منظمات مُعاصرة
- المنظمة الأحوازيَّة (2001 -)
- حركة تحرير السودان (2002-)
- المعارضة السوريَّة (2011-)

### فهرس المنشورات
1. ↑  عمر (1985)، ص. 84-85.
2. 1 2  ابن الأثير (2005)، ص. 760-761.
3. 1 2  الطبري (2004)، ص. 1446.
4. 1 2 3  رزق (2006)، ص. 64.
5. ↑  رزق (2006)، ص. 65.
6. ↑  رزق (2006)، ص. 66.
7. 1 2  فوزي (1977)، ص. 246.
8. ↑  الخضري (2003)، ص. 180.
9. 1 2 3  رحمة الله (1967)، ص. 188.
10. ↑  ابن كثير (2004)، ص. 1478.
11. ↑  رزق (2006)، ص. 123-124.
12. ↑  ابن كثير (2004)، ص. 980-981.
13. ↑  فوزي (1977)، ص. 242-243.
14. ↑  ابن دحية (1946)، ص. 18-19.
15. ↑  مجهول (1971)، ص. 245.
16. 1 2  مجهول (1971)، ص. 247.
17. ↑  مجهول (1971)، ص. 246-247.
18. ↑  القلقشندي (1914)، ص. 274.
19. ↑  القلقشندي (1914)، ص. 275.
20. ↑  ابن خلدون (2000)، ج. 1، ص. 320.
21. ↑  فوزي (1977)، ص. 244.
22. ↑  الطبري (2004)، ص. 1438.
23. ↑  ابن كثير (2004)، ص. 979-981.
24. ↑  ابن كثير (2004)، ص. 979.
25. ↑  ابن كثير (2004)، ص. 980.
26. ↑  ابن الأثير (2005)، ص. 1456-1457.
27. ↑  القلقشندي (1914)، ص. 275-276.
28. 1 2  فوزي (1977)، ص. 247.
29. 1 2  ابن طيفور (2009)، ص. 70.
30. ↑  فوزي (1977)، ص. 253.
31. ↑  الزركلي (2002)، ج. 3، ص. 66.
32. ↑  العبادي (1988)، ص. 103.
33. ↑  رزق (2006)، ص. 124-125.
34. 1 2  رزق (2006)، ص. 461.
35. ↑  القلقشندي (1914)، ص. 1914.
36. ↑  رزق (2006)، ص. 91.
37. ↑  رزق (2006)، ص. 93.
38. ↑  فوزي (1977)، ص. 247-248.
39. ↑  الطبري (2004)، ص. 1480.
40. ↑  الطبري (2004)، ص. 1576.
41. ↑  رزق (2006)، ص. 126-127.
42. ↑  ابن كثير (2004)، ص. 1583.
43. ↑  ابن الأثير (2005)، ص. 932.
44. ↑  رزق (2006)، ص. 125.
45. ↑  العبادي (1988)، ص. 148-149.
46. 1 2  رزق (2006)، ص. 129.
47. ↑  رزق (2006)، ص. 138.

### فهرس الوب
1. ↑  "دولة الأغالبة". قصة الإسلام. 27 مايو 2013. مؤرشف من الأصل في 2024-05-15. اطلع عليه بتاريخ 2024-05-14.
2. ↑  "الدولة الحمدانية". قصة الإسلام. 16 يوليو 2008. مؤرشف من الأصل في 2024-05-14. اطلع عليه بتاريخ 2024-05-14.
3. 1 2  "راية الثورة العربية الكبرى - أم الرايات". الثورة العربيَّة - إدارة التراث الملكي الأردني. مؤرشف من الأصل في 2023-05-29. اطلع عليه بتاريخ 2024-05-14.
4. ↑  "جمعية العربية الفتاة". الموسوعة الدمشقية. مؤرشف من الأصل في 2024-03-03. اطلع عليه بتاريخ 2024-05-14.

### معلومات المنشورات كاملة
الكُتُب العربيَّة مرتبة حسب تاريخ النشر
- أبو العباس القلقشندي (1914)، صبح الأعشى في صناعة الإنشاء، القاهرة: دار الكتب والوثائق القومية، ج. 3، OCLC:1408742730، QID:Q126284605
- ابن دحية الكلبي (1946)، النبراس في تاريخ خلفاء بني العباس، مراجعة: عباس العزاوي، بغداد: وزارة المعارف العراقية، OCLC:61742988، QID:Q125662775
- مجهول (1971)، أخبار الدولة العباسية وفيه أخبار العباس وولده، تحقيق: عبد العزيز الدوري، عبد الجبار المطلبي، بيروت: دار الطليعة للطباعة والنشر، OCLC:264875392، QID:Q126284401{{استشهاد}}:  صيانة الاستشهاد: ref duplicates default (link)
- فاروق عمر فوزي (1977)، بحوث في التاريخ العباسي (ط. 1)، بيروت: دار القلم، OCLC:4771383564، QID:Q125923557
- عمر عبد العزيز عمر (1985)، تاريخ المشرق العربي (1516-1922)، بيروت: دار النهضة العربية، OCLC:15640311، QID:Q125899225
- أحمد مختار العبادي (1988)، في التاريخ العباسي والأندلسي، القاهرة: دار النهضة العربية (القاهرة)، OCLC:4770066959، QID:Q123235620
- ابن خلدون (2001)، تاريخ ابن خلدون، تحقيق: خليل شحادة، بيروت: دار الفكر للطباعة والنشر والتوزيع، OCLC:4771121968، QID:Q113632106
- خير الدين الزركلي (2002)، الأعلام: قاموس تراجم لأشهر الرجال والنساء من العرب والمستعربين والمستشرقين (ط. 15)، بيروت: دار العلم للملايين، OCLC:1127653771، QID:Q113504685
- محمد الخضري بك (2003). الدولة العباسية. مراجعة: نجوى عباس. القاهرة: مؤسسة المختار للنشر. ISBN:978-977-5283-97-9. OCLC:54844608. OL:31601253M. QID:Q123224571.
- محمد بن جرير الطبري (2004). تاريخ الأمم والملوك، تاريخ الطبري: طبعة مقدم لها بتوضيح في أسانيد الطبري وبيان المؤاخذات عليها، وصححت النسخة على أصح النسخ الموجودة، وخدمت بفهارس للآيات وفهارس للأحاديث، وفهارس للموضوعات. مراجعة: أبو صهيب الكرمي. عَمَّان: بيت الأفكار الدولية. ISBN:978-9957-21-152-3. OCLC:956977290. QID:Q123224476.
- ابن كثير الدمشقي (2004)، البداية والنهاية، تحقيق: أبو صهيب الكرمي (ط. 1)، لبنان: بيت الأفكار الدولية، OCLC:1014077365، QID:Q123368203
- ابن الأثير الجزري (2005)، الكامل في التاريخ، مراجعة: أبو صهيب الكرمي، عَمَّان: بيت الأفكار الدولية، OCLC:122745941، QID:Q123225171
- عاصم محمد رزق (2006). رايات الإسلام من اللواء النَّبوي الأبيض إلى العلم العُثماني الأحمر (ط. 1). القاهرة: مكتبة مدبولي. ISBN:977-208-544-5. OCLC:4771438276. OL:16255688M. QID:Q125925118.
- ابن طيفور (2009)، تاريخ بغداد (أقدم مما كُتب في تاريخ الخليفة المأمون) (ط. 1)، بيروت: دار الكتب العلمية، OCLC:432721989، QID:Q124311505{{استشهاد}}:  صيانة الاستشهاد: ref duplicates default (link)

مقالات محكمة
- مليحة رحمة الله (1967). "الملابس في العراق خلال العصور العباسية". المجلة التاريخية المصرية. القاهرة. ج. 13 ع. 1: 185–216. DOI:10.21608/JEJH.1967.187889. ISSN:1687-2401. OCLC:9155137020. QID:Q126279955.